# Pedicularis retingensis
Pedicularis retingensis är en snyltrotsväxtart som beskrevs av Tsoong. Pedicularis retingensis ingår i släktet spiror, och familjen snyltrotsväxter. Inga underarter finns listade i Catalogue of Life.